# Apalachicola (Florida)
Apalachicola es una ciudad ubicada en el condado de Franklin en el estado estadounidense de Florida. Su nombre le viene dado por el pueblo apalachicola, tribu nativa americana que habitaba antiguamente la zona. En el Censo de 2010 tenía una población de 2231 habitantes y una densidad poblacional de 328,9 personas por km².

## Geografía
Apalachicola se encuentra ubicada en las coordenadas 29°43′39″N 84°59′39″O / 29.72750, -84.99417, en la desembocadura del río homónimo, en la costa del golfo de México, en la región conocida como mango de Florida. Según la Oficina del Censo de los Estados Unidos, Apalachicola tiene una superficie total de 6.78 km², de la cual 4.97 km² corresponden a tierra firme y (26.69%) 1.81 km² es agua.

## Demografía
Según el censo de 2010, había 2231 personas residiendo en Apalachicola. La densidad de población era de 328,9 hab./km². De los 2231 habitantes, Apalachicola estaba compuesto por el 66.92% blancos, el 26.45% eran afroamericanos, el 0.63% eran amerindios, el 0.31% eran asiáticos, el 0.27% eran isleños del Pacífico, el 3% eran de otras razas y el 2.42% pertenecían a dos o más razas. Del total de la población el 6.63% eran hispanos o latinos de cualquier raza.